# Distribuição geográfica da língua alemã

Países por porcentagem de falantes do alemão:
0 a 1% de falantes de alemão
1 a 5% de falantes de alemão
50% ou mais de falantes de alemão

Este artigo detalha a distribuição geográfica dos falantes da língua alemã, independentemente do status legislativo dentro dos países onde é falado. Além da área de língua alemã (Deutscher Sprachraum) na Europa, as minorias de língua alemã estão presentes em muitos países e em todos os seis continentes habitados.
Principalmente dependendo da inclusão ou exclusão de certas variedades com um status contestado como línguas separadas (por exemplo, Baixo Alemão / Plautdietsch), estima-se que aproximadamente 90-95 milhões de pessoas falam alemão como primeira língua, 10-25 milhões como segunda língua, e 75–100 milhões como língua estrangeira. Isso implicaria aproximadamente 175-220 milhões de falantes de alemão em todo o mundo.

## Estatística

### Falantes nativos do alemão
| País             | Falantes   | Porcentagem | Ano  | Referência |
| ---------------- | ---------- | ----------- | ---- | ---------- |
| Austrália        | 79,353     | 0.4%        | 2016 | [ 6 ]      |
| Áustria          | 7,115,780  | 88.6%       | 2001 | [ 7 ]      |
| Belize           | 9,364      | 2.7%        | 2010 | [ 6 ]      |
| Bélgica          | 76,920     | 0.7%        | 2017 | [ 8 ]      |
| Canadá           | 271,865    | 0.7%        | 2016 | [ 6 ]      |
| Croácia          | 2,986      | 0.07%       | 2011 | [ 6 ]      |
| Chipre           | 1,294      | 0.1%        | 2011 | [ 6 ]      |
| República Tcheca | 14,148     | 0.1%        | 2011 | [ 6 ]      |
| Estónia          | 522        | 0.04%       | 2011 | [ 6 ]      |
| Finlândia        | 6,317      | 0.11%       | 2018 | [ 9 ]      |
| França           | 748,000    | 1.2%        | 2012 | [ 10 ]     |
| Alemanha         | 69,701,200 | 85.2%       | 2010 | [ 11 ]     |
| Hungria          | 38,248     | 0.3%        | 2011 | [ 6 ]      |
| Quirguistão      | 7,063      | 0.1%        | 1999 | [ 6 ]      |
| Letônia          | 203        | 0.01%       | 2000 | [ 6 ]      |
| Liechtenstein    | 34,438     | 91.5%       | 2015 | [ 12 ]     |
| Lituânia         | 528        | 0.01%       | 2011 | [ 6 ]      |
| Luxemburgo       | 14,658     | 3.1%        | 2011 | [ 13 ]     |
| Montenegro       | 129        | 0.02%       | 2011 | [ 6 ]      |
| Namíbia          | 11,154     | 0.5%        | 2011 | [ 6 ]      |
| Nova Zelândia    | 36,642     | 0.8%        | 2013 | [ 6 ]      |
| Paraguai         | 48,812     | 0.7%        | 2012 | [ 14 ]     |
| Polónia          | 63,622     | 0.1%        | 2011 | [ 6 ]      |
| Roménia          | 26,557     | 0.1%        | 2011 | [ 6 ]      |
| Rússia           | 44,757     | 0.03%       | 2010 | [ 15 ]     |
| Sérvia           | 2,190      | 0.03%       | 2011 | [ 6 ]      |
| Eslováquia       | 5,186      | 0.09%       | 2011 | [ 6 ]      |
| Eslovênia        | 1,628      | 0.08%       | 2002 | [ 6 ]      |
| África do Sul    | 30,034     | 0.07%       | 1996 | [ 6 ]      |
| Espanha          | 192,691    | 0.4%        | 2016 | [ 16 ]     |
| Suíça            | 5,161,647  | 62.8%       | 2016 | [ 17 ]     |
| Estados Unidos   | 964,441    | 0.3%        | 2016 | [ 18 ]     |
| Ucrânia          | 4,206      | 0.01%       | 2001 | [ 19 ]     |

## África

### África do Sul
Principalmente originários de diferentes ondas de imigração durante os séculos XIX e XX, cerca de 12 000 pessoas falam alemão ou uma variedade alemã como primeira língua na África do Sul.  Os alemães se estabeleceram bastante na África do Sul, com muitos calvinistas imigrando do norte da Europa. Mais tarde, mais alemães se estabeleceram no KwaZulu-Natal e em outros lugares. Aqui, uma das maiores comunidades são os falantes de "Nataler Deutsch", uma variedade de baixo alemão, que estão concentrados em Wartburg e arredores e, em menor escala, em torno de Winterton. O alemão está lentamente desaparecendo em outros lugares, mas algumas comunidades ainda têm um grande número de falantes e alguns até têm escolas de alemão, como a Escola Alemã de Hermannsburg. Além disso, o alemão era frequentemente uma língua ensinada como língua estrangeira nas escolas sul-africanas brancas durante os anos do Apartheid (1948-1994). Hoje, a constituição sul-africana identifica o alemão como uma língua "comumente usada" e o Pan South African Language Board é obrigado a promover e garantir seu respeito.

### Namíbia

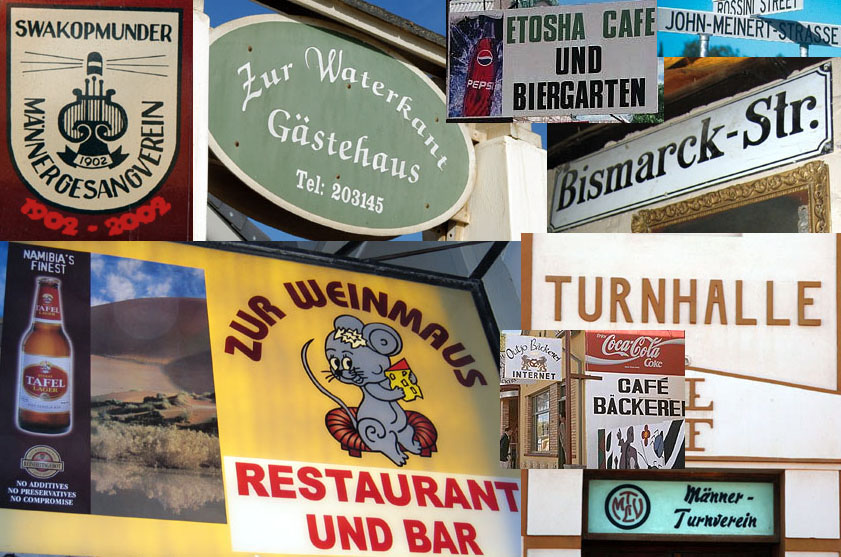
Exemplos da língua alemã no dia a dia da Namíbia

A Namíbia foi colônia do Império Alemão de 1884 a 1919. Nascida principalmente de colonos alemães que imigraram durante esse período, 25.000 a 30.000 pessoas ainda falam alemão como língua nativa hoje. O alemão, juntamente com o inglês e o africâner eram uma língua oficial da Namíbia de 1984 até sua independência da África do Sul em 1990. Nesse ponto, o governo namibiano percebeu o africâner e o alemão como símbolos do apartheid e do colonialismo e decidiu pelo inglês para ser a única língua oficial, alegando que era uma língua "neutra", já que virtualmente não existiam falantes nativos de inglês na Namíbia naquela época. Alemão, africâner e várias línguas indígenas se tornaram "línguas nacionais" por lei, identificando-as como heranças culturais da nação e garantindo que o Estado reconhecesse e apoiasse sua presença no país. Hoje, o alemão é usado em uma ampla variedade de esferas, especialmente negócios e turismo, bem como igrejas (principalmente a Igreja Luterana Evangélica de língua alemã na Namíbia (GELK)), escolas (por exemplo, o Deutsche Höhere Privatschule Windhoek), literatura ( Os autores alemães-namibianos incluem Giselher W. Hoffmann), rádio (a Namibian Broadcasting Corporation produz programas de rádio em alemão) e música (por exemplo, artista EES). O Allgemeine Zeitung é também um dos três maiores jornais da Namíbia e o único diário em língua alemã na África.

## Austrália
A Austrália tem uma população estimada de cerca de 75.600 falantes de alemão. Os australianos de ascendência alemã constituem o quarto maior grupo étnico na Austrália, com cerca de 811.540. Imigrantes alemães desempenharam um papel importante na colonização dos estados da Austrália do Sul e Queensland. O Barossa alemão, um dialeto do alemão, já foi comum em torno do vale de Barossa, no sul da Austrália. No entanto, a língua alemã foi ativamente reprimida pelos governos australianos durante a Primeira Guerra Mundial e a Segunda Guerra Mundial, resultando em um declínio acentuado no uso do alemão na Austrália. Os australianos alemães são hoje predominantemente falantes de inglês, com a língua alemã como língua de origem em forte declínio.

## Europa

### Países da DACH
A língua alemã é falada em vários países e territórios na Europa, onde é usada tanto como língua oficial quanto como língua minoritária em vários países. Para cobrir esta área linguística, são frequentemente referidos como os países de língua alemã, a área de língua alemã (Deutscher Sprachraum) ou a Europa de expressão equivalente na Alemanha (as comunidades não europeias de língua alemã não são normalmente incluídas no conceito) .
O alemão é a língua principal de aproximadamente 95 a 100 milhões de pessoas na Europa, ou 13,3% de todos os europeus, sendo o segundo idioma nativo mais falado na Europa depois do russo (com 144 milhões de falantes), acima do francês (com 66,5 milhões) e inglês (com 64,2 milhões).
Os países europeus com maioridade de língua alemã são Alemanha (95%, 78,3 milhões), Áustria (89%, 7,4 milhões) e Suíça (65%, 4,6 milhões), também conhecidos como países "D-A-CH". Outros países europeus e regiões com uma maioria de língua alemã incluem o Liechtenstein (0,03 milhões), a região autónoma italiana do Sul-Tirol (0,5 milhões) e a comunidade germanófona da Bélgica com cerca de 70.000 falantes nativos.
Desde 2004, há uma reunião informal anual dos chefes de estado dos países de língua alemã, incluindo os presidentes da Alemanha, Áustria e Suíça e o Príncipe Herdeiro do Liechtenstein. Desde 2014, o Rei da Bélgica e o Grão-Duque do Luxemburgo também participaram.
D-A-CH ou DACH é um acrônimo usado para representar os estados dominantes da língua alemã. É baseado nos códigos de registro de veículos internacionais para:
- Alemanha (D para Deutschland, a Alemanha)
- Áustria (A para a Áustria, em alemão "Österreich")
- Suíça (CH para Confoederatio Helvetica, em alemão "(die) Schweiz")

"Dach" também é a palavra alemã para "telhado", e é usado em lingüística no termo Dachsprache, que o alemão padrão é discutivelmente em relação a alguns dialetos distantes de alemão, especialmente na Suíça, França, Luxemburgo e Áustria.
O termo é algumas vezes estendido para D-A-CH-Li, DACHL ou DACH + para incluir Liechtenstein. Outra versão é DACHS (com Dachs significando "texugo" em alemão) com a inclusão da região de fala alemã do sul do Tirol na Itália.
DACH é também o nome de um projecto Interreg IIIA, que se centra na cooperação transfronteiriça no planeamento.

### Resto da Europa
No início da Idade Moderna, as variedades alemãs eram uma língua franca da Europa Central, Oriental e do Norte (Liga Hanseática).
Hoje, o alemão, junto com o francês, é uma segunda língua estrangeira comum no mundo ocidental, já que o inglês está bem estabelecido como primeira língua estrangeira. A Alemanha ocupa o segundo lugar (depois do inglês) entre as línguas estrangeiras mais conhecidas na UE (a par do francês), bem como na Rússia. Em termos de número de estudantes em todos os níveis de ensino, o alemão ocupa o terceiro lugar na UE (depois de inglês e francês), bem como nos Estados Unidos (depois de espanhol e francês). Em 2015, aproximadamente 15,4 milhões de pessoas estavam no processo de aprender alemão em todos os níveis de ensino em todo o mundo. Como esse número permaneceu relativamente estável desde 2005 (± 1 milhão), cerca de 75-100 milhões de pessoas capazes de se comunicar em alemão como língua estrangeira podem ser inferidas assumindo uma duração média do curso de três anos e outros parâmetros estimados. De acordo com uma pesquisa de 2012, ca. 47 milhões de pessoas dentro da UE (ou seja, até dois terços dos 75-100 milhões em todo o mundo) afirmaram ter habilidades alemãs suficientes para ter uma conversa. Dentro da UE, e sem contar os países onde é uma língua oficial, o alemão como língua estrangeira é mais amplamente ensinado na Europa Central e Setentrional, nomeadamente a República Checa, a Croácia, a Dinamarca, os Países Baixos, a Eslováquia, a Eslovénia, Suécia e Polônia.
O alemão como língua estrangeira é promovido pelo Instituto Goethe, que trabalha para promover a língua e a cultura alemãs em todo o mundo. Em associação com o Goethe Institute, o serviço alemão de radiodifusão estrangeira, Deutsche Welle, oferece uma variedade de cursos de alemão online e de televisão mundial, bem como transmissões de rádio produzidas com falantes não nativos de alemão.

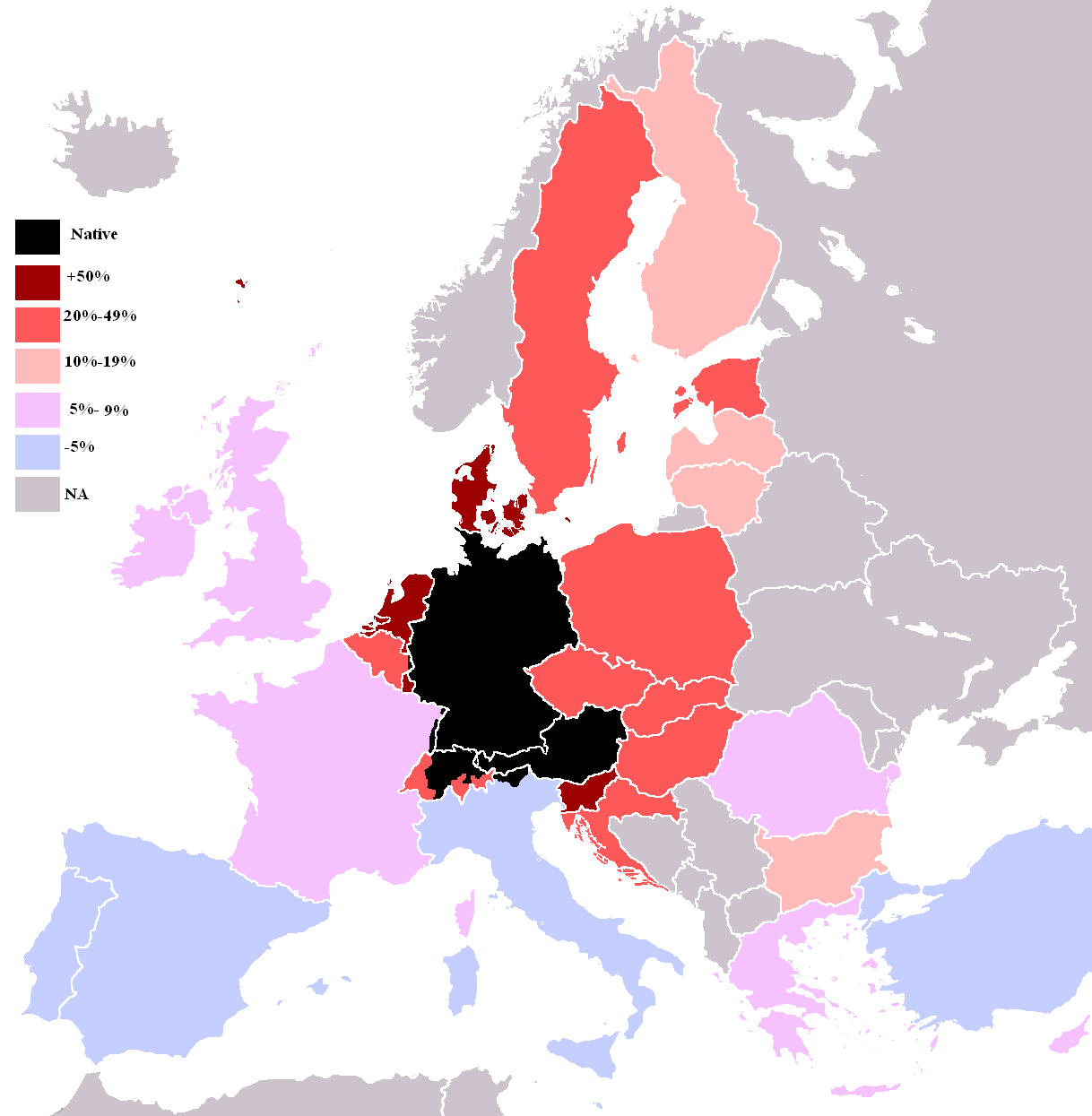
Habilidades em língua alemã autorrelatadas de cidadãos da União Europeia
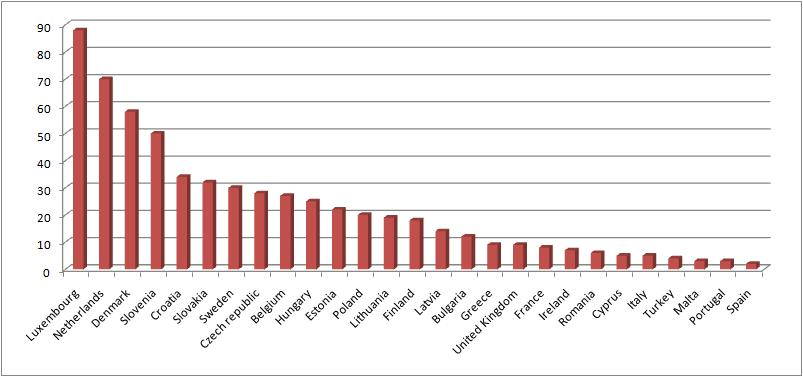
Gráfico de barras - Conhecimento do alemão como língua estrangeira na União Europeia (+ Turquia)

## América Latina

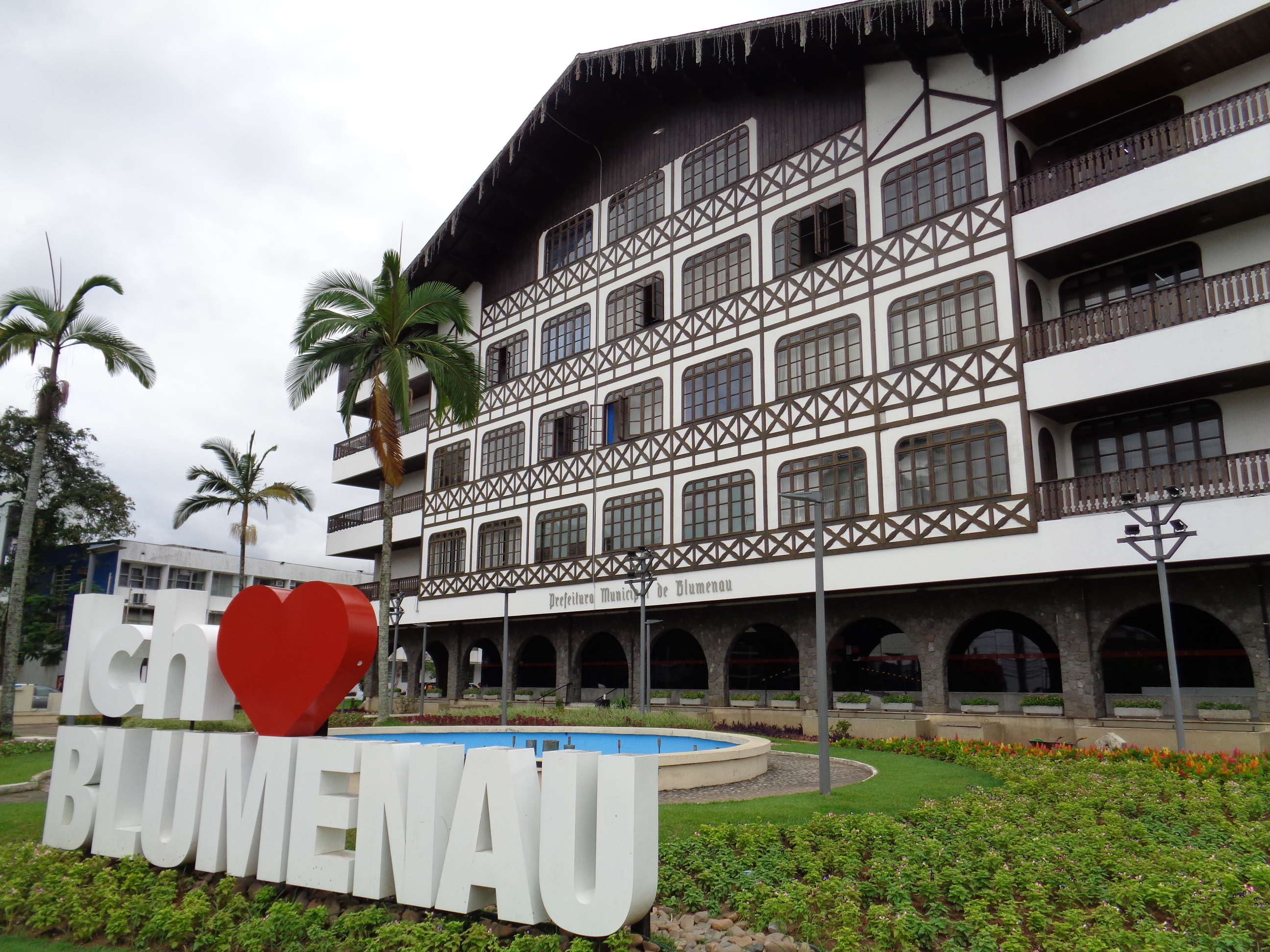
"Ich liebe Blumenau" em frente à prefeitura de Blumenau, em Santa Catarina, Brasil.

Pelo menos um milhão de falantes de alemão vivem na América Latina. Há minorias de língua alemã em quase todos os países latino-americanos, incluindo Argentina, Belize, Bolívia, Brasil, Chile, Colômbia, Costa Rica, República Dominicana, Equador, Guatemala, México, Nicarágua, Paraguai, Peru, Uruguai e Venezuela. No século XVIII, apenas grupos isolados ou pequenos de emigrantes alemães partiram para a América Latina. No entanto, esse padrão foi revertido quando começou uma onda de emigração alemã. A emigração alemã para as Américas totalizou 200.000 pessoas durante o século XVIII. Durante a década de 1880, durante a onda de emigração em massa, esse número foi alcançado anualmente. O Handbuch des Deutschtums im Ausland, de 1906, coloca 11 milhões de pessoas nas Américas do Norte e do Sul com um conhecimento da língua alemã, dos quais 9 milhões estavam nos EUA. Embora os EUA tenham sido o ponto focal para a emigração no século XIX, a emigração para a América Latina também foi significativa por diferentes razões econômicas e políticas.
A maioria dos emigrantes alemães para a América Latina foi especialmente para o Brasil, mas também para: Argentina, Uruguai, Chile, Paraguai, Guatemala e Costa Rica.
A partir de 1818, quando o rei D. João VI trouxe os primeiros imigrantes alemães e suíços para o Brasil, a imigração alemã continuou um fluxo constante com uma média de 25 a 30 mil imigrantes por década entrando no país desde 1818. Atingiu o pico nos anos seguintes Guerra I, para cerca de 90 mil, e novamente na década de 1940 para cerca de 50.000. Nas décadas de 1880 e 1890, a emigração alemã para a América Latina cresceu e em alguns anos foi o destino de até 30% dos emigrantes alemães. Durante o período nazista - até a proibição da emigração entrar em vigor em 1941 - cerca de 100.000 judeus da Europa Central, a maioria dos quais de língua alemã, mudaram-se para a América do Sul, com 90% deles mudando para o Cone Sul ou Cone Sul. Desde o início do século XX até 1946, 80% dos judeus viviam na Europa, mas no final da [Segunda Guerra Mundial]] isso foi reduzido para 25%, mas depois da guerra mais de 50% dos judeus viviam agora na  Américas. Essa mudança foi auxiliada por grupos de emigração judaica como o Hilfsverein deutschsprechender Juden (que mais tarde se tornaria a Asociación Filantrópica Israelita, baseada em Buenos Aires, Argentina. A maioria das minorias alemãs na América Latina - bem como em outras partes do mundo - experimentou um declínio no uso da língua alemã, com exceção do Brasil, onde o dialeto Riograndenser Hunsrückisch está sendo ensinado nas escolas e em alguns meios de comunicação, totalizando mais de 200 mil palestrantes espalhados pelos estados do sul do Brasil.
A principal causa desta diminuição é a integração das comunidades, muitas vezes originalmente abrigadas, na sociedade dominante, e depois a modernização após a assimilação na sociedade que confronta todos os grupos de imigrantes.
Razões específicas para a mudança de idioma do alemão para o idioma nacional geralmente derivam do desejo de muitos alemães de pertencerem a suas novas comunidades após o fim da Segunda Guerra Mundial. Esta é uma característica comum entre as minorias alemãs na América Latina e as da Europa Central e Europa Oriental: a maioria dos países onde as minorias alemãs viviam havia lutado contra os alemães durante a guerra. Com essa mudança de situação, os membros das minorias alemãs, anteriormente comunidades de status e prestígio, foram transformados em minorias indesejáveis (embora também houvesse elementos generalizados de simpatia pela Alemanha em muitos países da América do Sul).
Para muitas minorias alemãs, a Segunda Guerra Mundial representou o ponto de ruptura no desenvolvimento de sua língua. Em alguns países da América do Sul, o período de guerra e imediatamente depois foi uma época de assimilação cultural para a cultura local (por exemplo durante o período Getúlio Vargas no Brasil).
Argentina, Brasil, Chile e Paraguai mostram algumas diferenças demográficas claras que afetam a situação minoritária da língua alemã: o Brasil e a Argentina são países enormes e oferecem grandes quantidades de terra para os imigrantes se instalarem. A densidade populacional dos países do Cone Sul é relativamente baixa (o Brasil tem 17 habitantes / km², o Chile tem 15 / km², a Argentina e o Paraguai ambos têm 10 / km², dados de 1993

### Argentina
Há cerca de 500.000 falantes de alemão e cerca de 320.000 alemães do Volga, dos quais 200.000 possuem cidadania alemã. Isso faz da Argentina um dos países com o maior número de falantes de alemão e é o segundo da América Latina, perdendo para o Brasil. Na década de 1930 havia cerca de 700.000 pessoas de ascendência alemã. Concentrações regionais podem ser encontradas nas províncias de Entre Ríos e Buenos Aires (com cerca de 500.000 a 600.000), bem como Misiones e na área geral do Chaco e dos Pampas.
No entanto, a maioria dos argentinos descendentes de alemães não fala alemão com fluência nativa (esse papel foi assumido pelos espanhóis). Estima-se que os 300.000 falantes de alemão sejam imigrantes e, na verdade, não nasceram na Argentina e, por isso, ainda falam sua língua natal, enquanto seus descendentes, que nasceram na Argentina, falam principalmente espanhol.

### Brasil

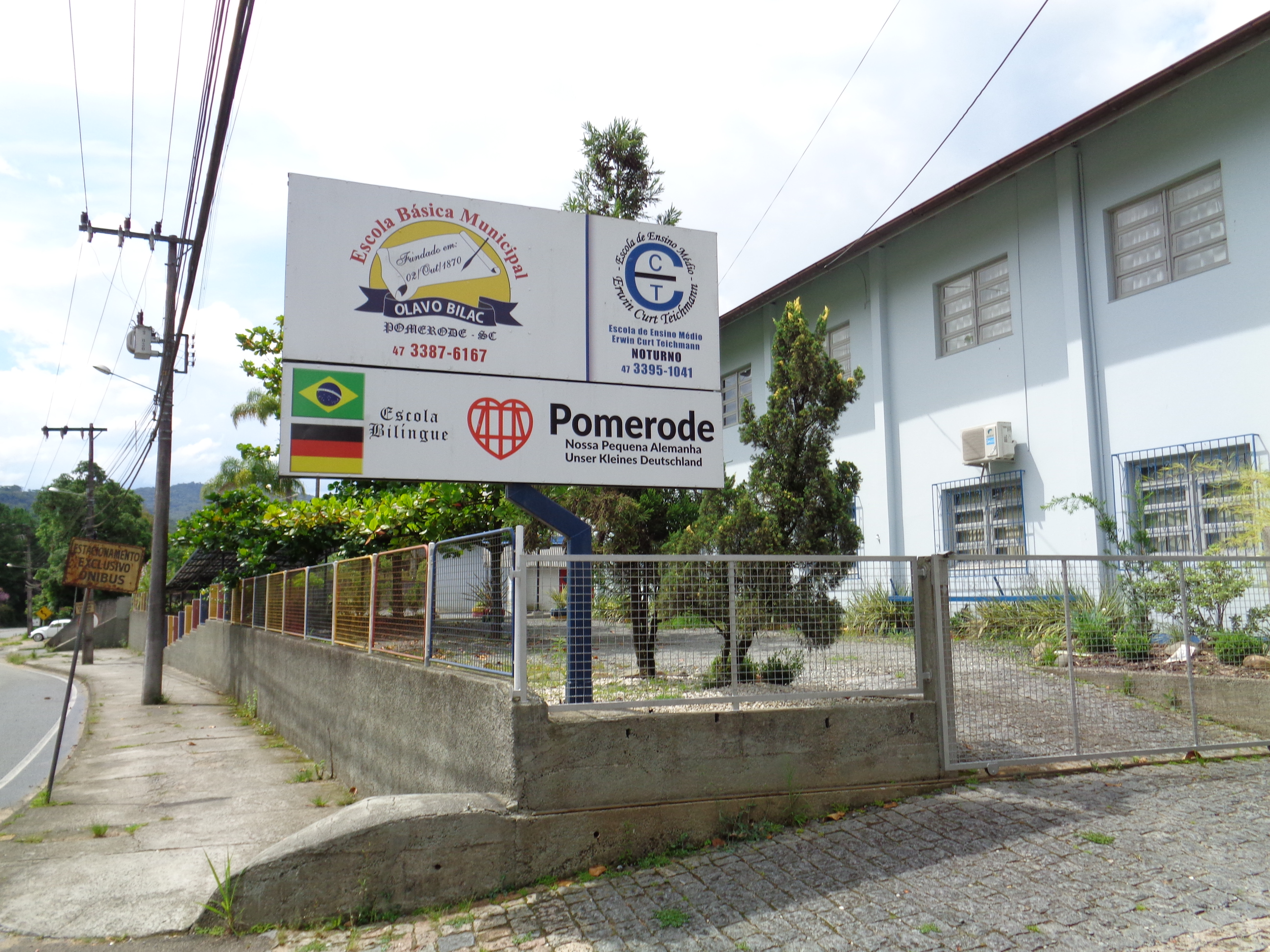
Escola pública bilíngue em Pomerode.

Segundo a Deutsche Welle, existem cerca de doze milhões de pessoas de ascendência alemã no Brasil. No entanto, o número de pessoas que falam qualquer tipo de alemão (alemão padrão, hunsrückisch ou pomerânia oriental) está diminuindo, com 3 milhões falando alemão como primeira língua hoje. A principal variedade de alemão no Brasil é Hunsriqueano rio-grandense, que se encontra nos estados do sul e sudeste. Esta versão do alemão mudou mais de 180 anos de contato com o português, assim como as línguas de outras comunidades de imigrantes. Tal contato levou a um novo dialeto do alemão concentrado nas colônias alemãs no estado brasileiro do Rio Grande do Sul. Embora o Riograndenser Hunsrückisch seja há muito tempo o dialeto alemão mais falado no sul do Brasil, como todas as outras línguas minoritárias da região, ele está experimentando um declínio muito forte - especialmente nas últimas três ou quatro décadas. Em toda a grande maioria dos descendentes de alemães brasileiros fala Português como sua língua materna hoje, e alemão é conhecido apenas como uma segunda ou terceira língua, se a todos, ao ponto de iniciativas para preservar o idioma sendo iniciado recentemente em áreas com forte alemão Presença descendente, com Gemeindeschulen patrocinado pelo governo. Isto é especialmente verdade para os jovens germano-brasileiros. Outro lugar onde a língua alemã continua viva é em algumas das mais de quatro mil igrejas luteranas brasileiras, nas quais alguns dos cultos continuam sendo em alemão.
A língua alemã é cooficial no município de Pomerode, além de ser patrimônio cultural do Estado do Espírito Santo. No Rio Grande do Sul o hunsriqueano rio-grandense é integrante do patrimônio histórico e cultural do estado.

### Chile
O Chile (com uma população de 15 milhões de habitantes) tem cerca de 40.000 falantes de alemão. Cerca de 30.000 alemães étnicos chegaram ao Chile. Durante o primeiro fluxo da imigração alemã (entre 1846 e 1875) as colônias alemãs foram instaladas principalmente na região de fronteira. A segunda onda de imigração ocorreu entre 1882 e 1914 e consistia principalmente de trabalhadores industriais e agrícolas, principalmente da Alemanha Oriental; a terceira onda (depois de 1918) estabeleceu-se principalmente nas cidades. Como na Argentina e no Brasil, essas populações são hoje predominantemente falantes de espanhol, e o alemão como língua de origem está em forte declínio.

### Colômbia
A Colômbia tem uma população de cerca de 40 milhões de pessoas. Dos 40 milhões, apenas 5.000 pessoas de ascendência alemã falam a língua. Muitas dessas pessoas se estabeleceram em Antioquia e El Eje Cafetero. A maior parte da imigração ocorreu durante a Primeira Guerra Mundial até o final da Guerra Fria. Muitos desses alemães étnicos agora falam principalmente espanhol em casa.
Os alemães vieram para a América do Sul na Primeira e na Segunda Guerra Mundial, estabelecendo-se primeiro na Colômbia por causa de sua riqueza em recursos naturais e condições climáticas favoráveis para a agricultura. Os imigrantes alemães construíram as fábricas da Baviera, Pilsen e Club Kodausen em Cali, Barranquilla, Pereira, Medellín e outras cidades. Alemães nascidos na Colômbia comemoram a Oktoberfest em Cali, juntamente com outras tradições. Atualmente existem escolas alemãs em várias cidades importantes do país.

### Costa Rica
A Costa Rica tem uma população de 4,8 milhões e uma população de falantes alemães de 8.000 pessoas. Muitas dessas pessoas são imigrantes ou falantes nativos de alemão da Alemanha ou Suíça e dos séculos XVIII, XIX e XX. Mas também na região norte do país, há 2.200 comunidades menonitas alemãs em Sarapiquí e San Carlos que falavam Plautdietsch e outros dialetos da Baixa-Alemanha.
Esta comunidade germano-costa-riquenha é uma das maiores e mais importantes coletividades de falantes de alemão na América Central e no Caribe, e possui muitas instituições culturais e sociais, igrejas, fazendas, empresas e escolas.

## América do Norte

### Canadá
No Canadá, há 622.650 falantes de alemão de acordo com o censo mais recente de 2006, com pessoas de ascendência alemã (canadenses alemãs) encontradas em todo o país. As comunidades de língua alemã são particularmente encontradas na Colúmbia Britânica (118.035) e Ontário (230.330). Há uma comunidade grande e vibrante na cidade de Kitchener, Ontário, que foi em um ponto chamado Berlim. Os imigrantes alemães foram instrumentais nas três maiores áreas urbanas do país: Montreal, Toronto e Vancouver; os imigrantes pós Segunda Guerra Mundial conseguiram preservar uma fluência na língua alemã em seus respectivos bairros. Na primeira metade do século XX, mais de um milhão de canadenses-alemães fizeram da língua o terceiro mais falado, depois do francês e do inglês.

### Estados Unidos

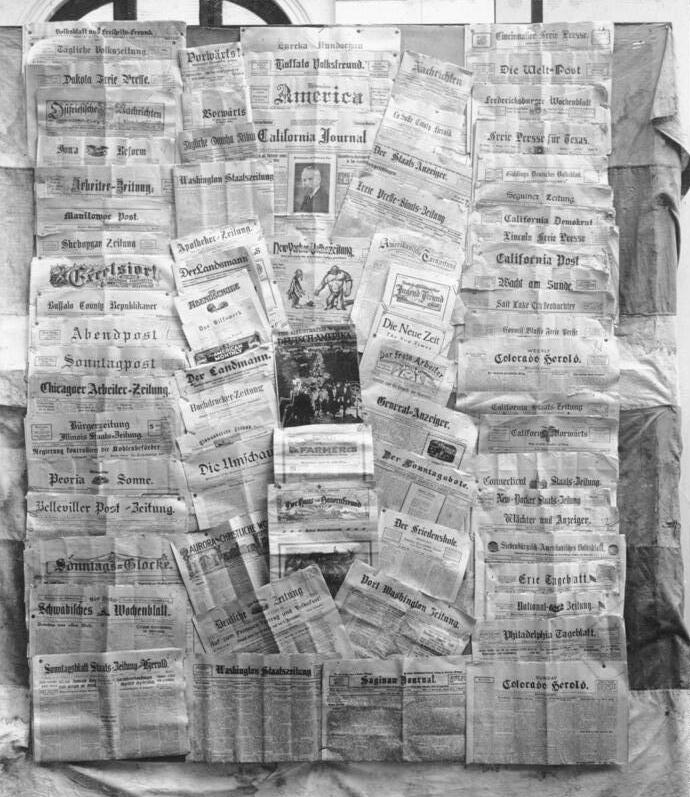
Jornais em língua alemã nos Estados Unidos em 1922

Nos Estados Unidos, os estados de Dakota do Norte e Dakota do Sul são os únicos estados em que o alemão é o idioma mais comum falado em casa depois do inglês. Nomes geográficos alemães podem ser encontrados em toda a região Centro-Oeste do país, como New Ulm e muitas outras cidades em Minnesota; Bismarck (capital do estado de Dakota do Norte), Munique, Karlsruhe e Strasburg (em homenagem a uma cidade perto de Odessa, na Ucrânia) em Dakota do Norte; New Braunfels, Fredericksburg, Weimar e Muenster no Texas; Milho (anteriormente Korn), Kiefer e Berlim em Oklahoma; e Kiel, Berlim e Germantown em Wisconsin.
Entre 1843 e 1910, mais de 5 milhões de alemães emigraram para o exterior, principalmente para os Estados Unidos. O alemão permaneceu uma língua importante em igrejas, escolas, jornais e até mesmo na administração da Associação de Cervejeiros dos Estados Unidos até ao início do século XX, mas foi severamente reprimido durante a Primeira Guerra Mundial. Ao longo do século XX muitos dos descendentes de imigrantes dos séculos XVIII e XIX deixaram de falar alemão em casa, mas pequenas populações de falantes ainda são encontrados na Pensilvânia (Amish, Hutterites, Dunkards e alguns menonitas historicamente falaram alemão hutterita e uma variedade de alemão centro-oeste alemã conhecida como Pensilvânia Alemão ou holandês da Pensilvânia), Kansas (menonitas e alemães do Volga), Dakota do Norte (alemães hutterites, menonitas, alemães russos, alemães do Volga e alemães bálticos), Dakota do Sul, Montana, Texas (Texas German), Wisconsin, Indiana, Oregon, Oklahoma e Ohio (72.570).
Os dialetos do alemão que são ou foram falados principalmente em colônias ou comunidades fundadas por pessoas de língua alemã se assemelham aos dialetos das regiões das quais os fundadores vieram. Por exemplo, o huteriter alemão se parece com dialetos da Caríntia. O texano-alemão é um dialeto falado nas áreas do Texas, estabelecido pelo Adelsverein, como New Braunfels e Fredericksburg. Nas colônias de Amana, no estado de Iowa, fala-se alemão Amana. Plautdietsch é uma grande língua minoritária falada no norte do México pelas comunidades menonitas, e é falada por mais de 200.000 pessoas no México. O alemão da Pensilvânia é um dialeto da Alemanha Ocidental Central falado pela maioria da população Amish da Pensilvânia, Ohio e Indiana e se assemelha aos dialetos alemães do Palatinado.
O alemão huterita é um dialeto alemão superior da variedade austro-bávara da língua alemã, falada pelas comunidades huteritas no Canadá e nos Estados Unidos. A hutterite é falada nos estados norte-americanos de Washington, Montana, Dakota do Norte, Dakota do Sul e Minnesota; e nas províncias canadenses de Alberta, Saskatchewan e Manitoba. Seus falantes pertencem a alguns grupos Schmiedleit, Lehrerleit e Dariusleit Hutterite, mas também há falantes entre as gerações mais antigas de Prairieleit (os descendentes daqueles huteritas que escolheram não se estabelecer em colônias). As crianças huteritas que crescem nas colônias aprendem a falar alemão huterite antes de aprender inglês, a língua padrão das áreas circunvizinhas, na escola. Muitas dessas crianças, no entanto, continuam com o alemão Grammar School, além da escola pública, durante o ensino fundamental de um aluno.

### México
No México há também grandes populações de descendentes de alemães, principalmente nas cidades de: Cidade do México, Puebla, Mazatlán, Tapachula, Ecatepec de Morelos e populações maiores espalhadas nos estados de Chihuahua, Durango e Zacatecas.

## Resto do mundo
Minorias existem nos países da antiga União Soviética, Polônia, Romênia, Hungria, República Tcheca, Dinamarca, França, Bélgica, Itália, Canadá, Chile, Estados Unidos, América Latina, Namíbia, África do Sul, Israel e Austrália. Essas minorias alemãs, através de sua vitalidade étnico-cultural, exibem um nível excepcional de heterogeneidade: variações relativas a sua demografia, seu status dentro da comunidade majoritária, o apoio que recebem de instituições ajudando-as a apoiar sua identidade como minoria.
Entre eles estão grupos pequenos (como os da Namíbia) e muitos grupos muito grandes (como os quase 1 milhão de alemães não evacuados na Rússia e no Cazaquistão ou os cerca de 500.000 alemães no Brasil, grupos que tem sido muito "folclorizada" e quase completamente assimilada linguisticamente (como a maioria das pessoas de ascendência alemã nos EUA, Canadá, Austrália, Argentina e Brasil), e outros, como as verdadeiras minorias lingüísticas (como as minorias ainda de língua alemã no EUA, Argentina e Brasil, na Sibéria Ocidental ou na Romênia e Hungria); outros grupos, que são classificados como grupos religio-culturais em vez de minorias étnicas (como os menonitas de fala oriental-baixa no Paraguai, México, Belize ou na região de Altay da Sibéria) e os grupos que mantêm seu status graças a fortes identificação com sua etnia e seu sentimento religioso (como os grupos na Alta Silésia, Polônia ou na Jutlândia do Sul, na Dinamarca).